# Тёрнер, Харрисон
Харрисон Тёрнер (англ. Harrison Turner, род. 4 февраля 2004, Австралия) — австралийский пловец, бронзовый призёр чемпионата мира 2025 года на дистанции 200 метров баттерфляем, серебряный призёр чемпионата мира по плаванию на короткой воде.

## Биография
Харрисон Тёрнер родился 4 февраля 2004 года в Брисбене, в Австралии.

## Карьера
В 2024 году принял участие в чемпионате мира по плаванию на короткой воде в Будапеште. В составе австралийской эстафетной команды 4 по 200 метров вольным стилем завоевал серебряную медаль.
В 2025 году на чемпионате мира в Сингапуре завоевал бронзовую медаль на дистанции 200 метров баттерфляем, уступив победителю американцу Луке Урландо 0,3 секунды.